# Stilbomyella crosskeyi
Stilbomyella crosskeyi är en tvåvingeart som beskrevs av Donald Henry Colless 1998. Stilbomyella crosskeyi ingår i släktet Stilbomyella och familjen spyflugor.
Artens utbredningsområde är Queensland. Inga underarter finns listade i Catalogue of Life.